# Tivyna
Tivyna es un género de arañas araneomorfas de la familia Dictynidae. Se encuentra en Norteamérica y las Antillas.

## Lista de especies
Según The World Spider Catalog 12.0:
- Tivyna moaba (Ivie, 1947)
- Tivyna pallida (Keyserling, 1887)
- Tivyna petrunkevitchi (Gertsch & Mulaik, 1940)
- Tivyna spatula (Gertsch & Davis, 1937)